# Menhir di Biru 'e Concas
I menhir di Biru 'e Concas costituiscono un importante sito archeologico situato nel territorio del comune di Sorgono, in provincia di Nuoro. Distano circa 8.5 km dal centro del paese.

## Descrizione
Il sito, che sorge su una collinetta, era probabilmente dedicato ad antenati defunti eroizzati e risale ad un periodo compreso tra il Neolitico Recente (3300-2700 a.C.) e l'Eneolitico (2700-1700). I menhir sono disposti in numerosi modi: singoli, in coppia, in triadi, in allineamenti -formati anche da 20 menhir- e in circolo.
Molti menhir oggi si trovano rovesciati e alcuni presentano delle forme antropomorfe (statue stele).